# Oberguinea (Guinea)

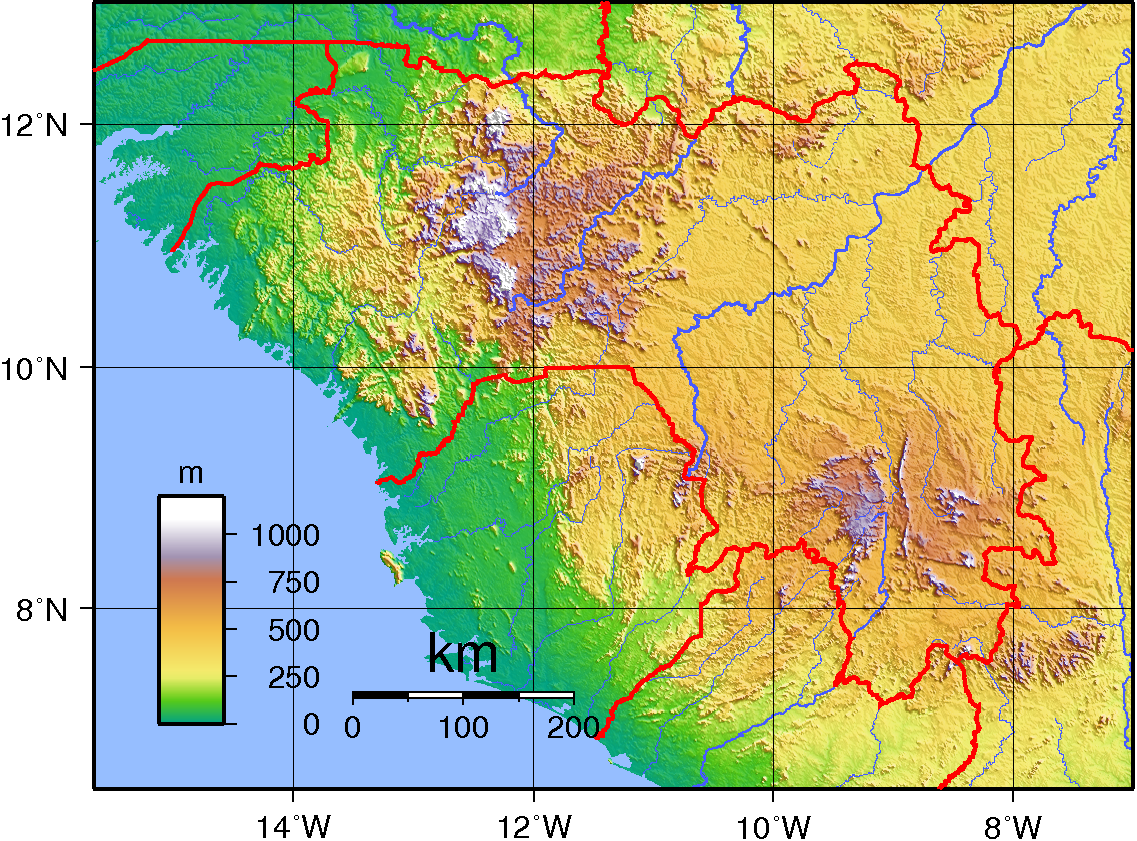
Karte Guineas. Oberguinea ist das Gebiet zwischen den beiden dargestellten Bergregionen

Oberguinea (frz. Haute-Guinée) ist eine der vier inoffiziellen Regionen Guineas. Sie liegt im Osten des Landes und besteht überwiegend aus Savanne. Sie entspricht in etwa den offiziellen Regionen Faranah und Kankan.
Die vorherrschende Volksgruppe in Oberguinea sind die Malinke. Ihre Sprache ist Verkehrssprache Oberguineas, wie sie schon die Verkehrssprache des Reiches von Samory Touré war, die im 19. Jh. bestand. In Oberguinea lag das Zentrum dieses Reiches.

## Weblink
- Johannes Reese: Staaten und Territorien der Erde und ihre Sprachen. Guinea. In: Staaten und Territorien der Erde und ihre Sprachen. Johannes Reese, 21. Juni 2009, archiviert vom Original am 30. September 2010; abgerufen am 30. Dezember 2007 (Zu den geographischen Regionen Guineas).